# Električni dipol
Eléktrični dípol je par enako velikih, a nasprotno predznačenih električnih nabojev na neki (navadno majhni) razdalji. Električni dipol opišemo z električnim dipolnim momentom, vektorsko količino, katere velikost je enaka produktu naboja in razdalje med nabojema, usmerjen pa je v smeri od negativnega proti pozitivnemu naboju. Če sta električna naboja, ki sestavljata električni dipol, stalna, govorimo o stalnem ali permanentnem dipolu, če pa sta nastala zaradi električne influence, pa o induciranem dipolu.

## Navor na dipol
Na električni dipol z dipolnim momentom pe deluje v zunanjem električnem polju E navor M, ki je enak vektorskemu produktu električnega dipolnega momenta in jakosti električnega polja:
{\displaystyle \mathbf {M} =\mathbf {p} _{e}\times \mathbf {E} \!\,.}
Navor poskuša usmeriti dipol v smer zunanjega električnega polja.

## Energija dipola
Električni dipol ima v zunanjem električnem polju električno potencialno energijo We, enako negativnemu skalarnemu produktu električnega dipolnega momenta in jakosti električnega polja:
{\displaystyle W_{e}=-\mathbf {p} _{e}\cdot \mathbf {E} \!\,.}
Energijsko najugodnejše stanje je tisto, v katerem je dipol usmerjen v smer zunanjega polja.

## Potencial in polje dipola
Električni dipol tudi sam ustvarja električno polje. Električni potencial električnega dipola z danim električnim dipolnim momentom pe v izbrani točki prostora, določeni z radij-vektorjem r, je enak:
{\displaystyle \phi ={\frac {1}{4\pi \epsilon _{0}}}{\frac {\mathbf {p} _{e}\cdot \mathbf {r} }{|\mathbf {r} |^{3}}}\!\,.}
Električno polje izračunamo kot negativni gradient električnega potenciala:
{\displaystyle \mathbf {E} ={\frac {1}{4\pi \epsilon _{0}}}{\frac {3(\mathbf {p} _{e}\cdot \mathbf {r} )\mathbf {r} -r^{2}\mathbf {p} _{e}}{r^{5}}}\!\,.}
Pri tem je r dolžina vektorja r oziroma razdalja od dipola do izbrane točke. Navadno računamo v krogelnem koordinatnem sistemu, tako da je dipol usmerjen v smer osi z. Izraza za potencial in električno polje dipola se v tem primeru zapišeta:
{\displaystyle \phi ={\frac {1}{4\pi \epsilon _{0}}}{\frac {p_{e}\cos \theta }{r^{2}}}\!\,,}
{\displaystyle \mathbf {E} ={\frac {1}{4\pi \epsilon _{0}}}\left({\frac {2p_{e}\cos \theta }{r^{3}}},{\frac {p_{e}\sin \theta }{r^{3}}},0\right)\!\,.}
Navedene so koordinate Er, Eθ in Eφ. V kartezičnem koordinatnem sistemu električno polje dipola podamo s koordinatami Ex, Ey in Ez:
{\displaystyle \mathbf {E} ={\frac {1}{4\pi \epsilon _{0}}}\left({\frac {3p_{e}\sin \theta \cos \theta }{r^{3}}},0,{\frac {p_{e}(1-3\cos ^{2}\theta )}{r^{3}}}\right)\!\,.}

## Razvoj po krogelnih funkcijah
Dipolni člen je najnižji člen v razvoju poljubne električno nevtralne razporeditve električnih nabojev po krogelnih funkcijah:
{\displaystyle \phi (\mathbf {R} )={\frac {1}{4\pi \epsilon _{0}}}\sum _{n=0}^{\infty }{\frac {1}{R^{n+1}}}\int _{V}r^{n}\,P_{n}(\cos \theta )\,\rho (\mathbf {r} )\,d^{3}\mathbf {r} \!\,.}
Pri tem je R radij-vektor od koordinatnega izhodišča do izbrane točke v prostoru, v kateri nas zanima vrednost električnega potenciala, r radij-vektor do točke, v kateri je porazdeljen naboj, ρ(r) vrednost gostote naboja v tej točki, θ kot med vektorjema r in R in Pn(cos θ) Legendreov polinom. Integracija teče po vseh točkah prostora, kjer je porazdeljen naboj.
Naravno število n je red razvoja. Prvi člen, ki ga dobimo z razvojem do n=0, je monopol, ki v primeru porazdelitve naboja ustreza neto električnemu naboju in je za električno nevtralne porazdelitve enak nič. Razvoj do n = 1 da dipolni člen, razvoj do n = 2 kvadrupolni, do n = 3 oktupolni in do n = 4 sekstupolni člen.

## Zveza z makroskopskimi količinami
V dielektriku ni nosilcev naboja, z izjemo feroelektričnih snovi pa so morebitni permanentni dipoli urejeni naključno, tako da je izven zunanjega električnega polja dipolni moment makroskopskih območij enak nič. Razmere se spremenijo, če snov postavimo v zunanje električno polje. To usmeri permanentne dipole, obenem pa tudi deformira elektronski oblak atomov snovi, tako da nastanejo inducirani dipoli. Dipolni moment prostorninske enote dielektrika, ki ga dobimo, če dipolni moment posamezne molekule pe pomnožimo s prostorninsko gostoto molekul n, je električna polarizacija P:
{\displaystyle \mathbf {P} =n\mathbf {p} _{e}}
Električna polarizacija je premo sorazmerna jakosti zunanjega električnega polja E:
{\displaystyle \mathbf {P} =\epsilon _{0}\chi \mathbf {E} }
Sorazmernostni faktor χ je električna susceptibilnost, ki je z molekulsko polarizabilnostjo α v enakem odnosu kot polarizacija z dipolnim momentom:
{\displaystyle \chi =n\alpha }
Električna susceptibilnost vakuuma je nič.
Električna susceptibilnost je v preprosti zvezi z dielektričnostjo ε:
{\displaystyle \epsilon =\chi +1}